# Сафаров Фаріз Меджидович
Фаріз Меджидович Сафаров (азерб. Fariz Məcid oğlu Səfərov, нар. 20 червня 1920 — 27 серпня 1964) — радянський військовик, Герой Радянського Союзу (1944), учасник німецько-радянської війни.

## Біографія
Народився 20 червня 1920 року в селі Нехрахаліл (зараз Агдаський район Азербайджану) у селянській родині. Азербайджанець. Освіта середня. Працював педагогом в школі.
У Червоній Армії з 1939 року. На фронтах у німецько-радянської війни з 1942 року.
Командир кулеметного розрахунку 78-о гвардійського стрілецького полку (25-та гвардійська стрілецька дивізія (СРСР), 6-та армія, Південно-Західний фронт) гвардії старший сержант Сафаров у ніч на 26 вересня 1943 року, діючи в складі передового загону, вночі подолав Дніпро в районі села Військове (Солонянський район Дніпропетровської області). Відбиваючи численні атаки противника, завдав йому значних втрат у живій силі. Своїми діями сприяв подоланню водної перешкоди стрілецькими підрозділами.
19 березня 1944 року Фаризу Сафарову присвоєно звання Героя Радянського Союзу з врученням ордена Леніна і медалі «Золота Зірка» (№ 3452). 
У 1944 закінчив Краснодарське кулеметно-мінометного училище.
Після війни продовжував службу в армії.
З 1957 року майор Сафаров у запасі. Жив і працював у Баку. Помер, 27 серпня 1964 року. похований на Алеї почесного поховання міста Баку.